# De Rothschild Frères

Armas de la familia Rothschild

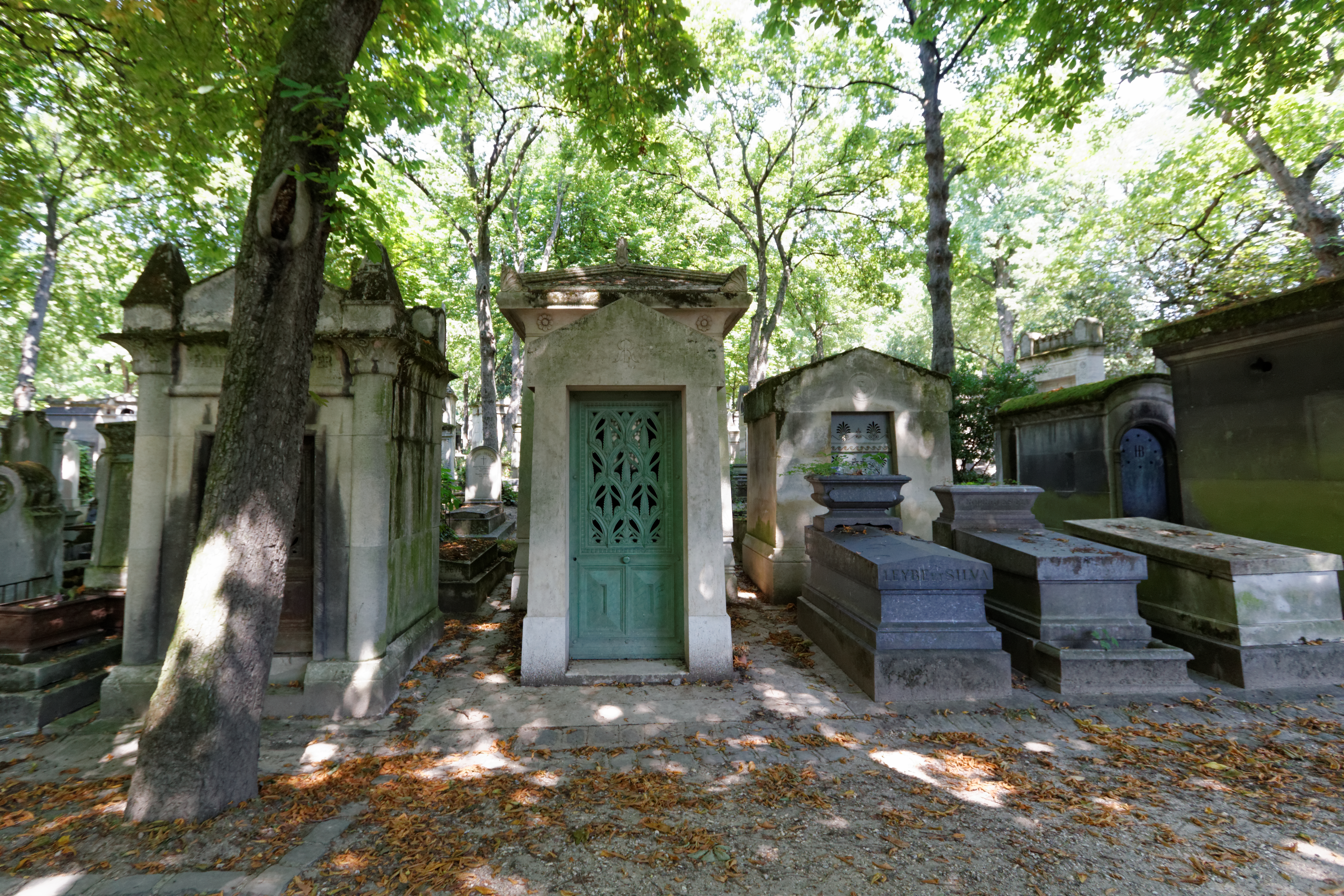
Mausoleo de la familia Rothschild en el Cementerio Père Lachaise de París

Rothschild Frères (Hermanos Rothschild) fue un banco de la histórica rama francesa de la Familia Rothschild. Se convirtió en Banco Rothschild en 1967 y posteriormente en Banco Europeo hasta su nacionalización en 1981. Se vendió en un primer momento al banco Crédit industriel et commercial (CIC) y vuelto a vender en 1991 al Banco Barclays.
Fundado en 1812 en París (entonces en el Primer Imperio francés) por James Mayer de Rothschild (1792-1868). James fue enviado allí desde su casa en Frankfurt, Alemania, por su padre, Mayer Amschel Rothschild (1744-1812). Mayer Amschel Rothschild deseaba que sus hijos triunfaran por sí mismos y expandieran el negocio familiar por Europa, por lo que hizo que su hijo mayor permaneciera en Fráncfort, mientras que sus otros cuatro hijos fueron enviados a diferentes ciudades europeas para establecer una institución financiera que invirtiera en negocios y prestara servicios bancarios. La endogamia dentro de la familia era una parte esencial de la estrategia de los Rothschild para garantizar que el control de su riqueza permaneciera en manos familiares.